# 天文單位系統
天文單位系統的正式名稱是國際天文學聯合會（1976）天文常數系統（IAU (1976) System of Astronomical Constants），是在天文學開發出來的測量系統。它於1976年被國際天文學聯合會通過，並且在1994年和2009年更新過（參見天文常數）。
這個系統開發是因為天文資料在國際單位制（SI unit）下的測量和表述都有困難之處。尤其是在太陽系內的天體，需要數值非常龐大且精確的資料，其中許多不能方便的以SI單位處理或顯示。通過大量的修改，天文單位系統系現在明確的認同廣義相對論的結果，這是國際單位制需要補充，以正確的處理天文資料。
天文單位系統是三維系統，因為它定義長度、質量和時間。相關的天文常數也對應不同的參考系需要報告的觀測。這個系統是個傳統的系統，其中無論是長度單位或是質量的單位，都是純物理的常數，並且對時間至少有三種不同的量度。

## 天文系統的時間單位
天文系統的時間單位是日（day），定義為86400秒。365.25日構成一儒略年 。D是天文學上用來表示日這個單位的符號。

## 天文的質量單位
天文的質量單位是太陽質量，常用符號M☉表示。太阳质量是天文學上表示龐大質量的標準方式，用來描述恆星和星系的質量。太阳质量定义为太阳的质量，约1.98892×1030 kg，大約是地球質量的333000倍，或木星質量的1,048倍。
在實務上，太陽系內天體的質量應用在動力學上時，是GM的乘積，此處的G是萬有引力常數。在過去，太陽的GM受限於實驗確認的精確度。目前接受的值是G M☉=1.327 124 420 99 × 1020±1010  m3s−2。

### 木星質量
木星質量（MJ或MJUP）是等於行星木星總質量的質量單位，其值為1.898×1027 kg。木星質量用於描述氣態巨行星的質量，例如太陽系的外層行星和太陽系以外的系外行星。它也用於描述棕矮星和海王星質量等級的行星。

### 地球質量
地球質量（M🜨）是等於地球質量的質量單位。1 M🜨 = 5.9742×1024 kg。地球質量常用來描述岩石類地行星的質量。它也用來描述海王星質量的行星。1地球質量是木星質量的0.00315倍。
|          | 太陽質量 |
| -------- | -------- |
| 太陽質量 | 1        |
| 木星質量 | 1048     |
| 地球質量 | 332950   |

## 天文的長度單位
天文的長度單位現在明確的定義為149,597,870,700公尺。高斯重力常數（k）的值是0.01720209895，在以前，它是由天文單位的長度、質量和時間推導出來的。k2的因次是當時的重力常數（G），也就是L3M−1T−2。單位距離這個術語也會用A來表示長度，但一般用法是以au、AU、或ua來做為天文單位的符號。
天文單位的一個等效定義就是在牛頓的圓軌道上，不受外力擾動的無窮小質量的質點，以平穩的角速度，每日繞行0.01720209895的軌道半徑。這大約就等於地球到太陽距離的平均值。
光速在國際天文學聯合會的定義值是c0 = 299792458 m/s的國際單位制。以這樣的速度，目前天文單位的長度被接受的值是： 1 ua = c0τA = 1.49597870700×1011 ± 3 m，此處的τA是光跨越天文單位的長度所花費的時間。星曆表的天文單位是在測量的條件下得到的實測資料，所以是反過來決定跨越所需要的時間τA。

### 天文距離的其他單位
| 天文學的範圍   | 典型的單位                        |
| -------------- | --------------------------------- |
| 到衛星的距離   | 公里                              |
| 近地天體的距離 | 月球距離（LD）                    |
| 行星距離       | 天文單位（AU）、京米（gigametre） |
| 鄰近恆星的距離 | 秒差距（pc）、光年（Ly）          |
| 星系尺度的距離 | 千秒差距（Kpc）                   |
| 鄰近星系的距離 | 百萬秒差距（Mpc）                 |

距離非常遙遠的星系通常不用傳統的單位來標示距離，而是以紅移。這個原因是從紅移的值轉換到距離的單位需要知道正確的哈伯常數。但是，直到21世紀初，這個值都還不能準確地測量出來；並且在宇宙論的距離，還需要考慮時空的彎曲，這使得一個距離有這多重的定義。例如，距離的定義是一束光旅行到觀測者所需要的時間，會因為該天體外觀尺度的不同，而有所差異。

## 外部連結
- The IAU and astronomical units （页面存档备份，存于）
- "2014 Selected Astronomical Constants （页面存档备份，存于）" in  (PDF), USNO–UKHO,   [2016-08-28], （原始内容存档于2016-12-24）.

Template:Units of length used in Astronomy
Template:Systems of measurement